# Arthur Havelock

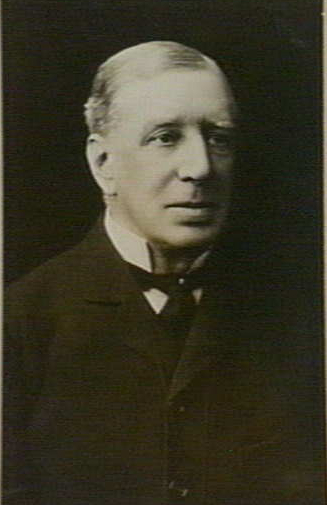
Sir Arthur Havelock (1904)

Sir Arthur Elibank Havelock (* 21. Februar 1844 in Bath, Somerset; † 25. Juni 1908 ebenda) war ein britischer Kolonialbeamter und Gouverneur von Sierra Leone, Trinidad, Natal, Madras, Ceylon und Tasmanien.

## Leben
Havelock, ein Neffe von Sir Henry Havelock, war der fünfte Sohn des Lieutenant-Colonel William Havelock aus dessen Ehe mit Caroline Elizabeth Chaplin. Noch im Jahr seiner Geburt, 1844, zog seine Familie nach Britisch-Indien, wo sein Vater ein Reiterregiment (14th King's Hussars) befehligte und 1848 in der Schlacht von Ramnagar im Zweiten Sikh-Krieg fiel. Anschließend kehrte seine Familie kurzzeitig nach England zurück, ließ sich aber 1850 im indischen Udagamandalam nieder. Dort besuchte Havelock die Schule.
1860 begann er eine Offiziersausbildung an der Royal Military Academy in Sandhurst. 1862 trat er als Ensign der 32nd (Cornwall) Light Infantry in die British Army ein. Nach seiner Beförderung zum Lieutenant am 10. April 1866 folgten Stationierungen in Gibraltar, Mauritius und der Kapkolonie. 1873 wurde er zum Captain befördert und zum Aide-de-camp des Gouverneurs von Mauritius ernannt. Ab 1874 wurde er auf verschiedenen Posten innerhalb der zivilen Kolonialverwaltung der Seychellen und später auf den Fidschi-Inseln eingesetzt. 1876 kehre er nach England zurück und schied im März 1877 aus dem Armeedienst aus.
Er trat daraufhin in die zivile Kolonialverwaltung ein. Zunächst wurde er auf die Westindischen Inseln geschickt, wo er Präsident von Nevis wurde. 1878 kam er als Verwalter nach Saint Lucia, danach auf die Seychellen. Im Februar 1881 wurde er in Sierra Leone mit seinem ersten Gouverneursposten betraut. Von Dezember 1884 bis Oktober 1885 war er Gouverneur der Karibikinsel Trinidad. 1886 wurde er Gouverneur von Natal, 1890 von Ceylon. Von 1896 bis 1900 war er schließlich Gouverneur von Madras.
Nach seiner Rückkehr nach England wurden ihm weitere Gouverneursposten angeboten, die er jedoch aufgrund seines schlechten Gesundheitszustandes ablehnen musste. Havelock akzeptierte schließlich 
das Angebot als Gouverneur von Tasmanien und kam dort am 8. November 1901 an. Seine Gesundheit verschlechterte sich in der Folgezeit jedoch weiter und er trat bereits nach zweieinhalb Jahren am 6. Januar 1904 zurück. Im April desselben Jahres verließ Havelock Hobart und kehrte nach England zurück. Dort ließ er sich in Torquay, Devon, nieder. Nach dem Tod seiner Frau Anne Grace am Anfang des Jahres 1908 starb am 25. Juni auch Havelock selbst. Er hinterließ eine Tochter.

## Orden und Ehrenzeichen
- Companion des Order of St. Michael and St. George (1880)
- Knight Commander des Order of St. Michael and St. George (1884)
- Knight Grand Cross des Order of St. Michael and St. George (1895)
- Knight Grand Commander des Order of the Indian Empire (1896)
- Knight Grand Commander des Order of the Star of India (1901)